# Vespa 125 U
Die Vespa 125 U (Vespa 125 Utilitaria) ist ein Motorroller des Herstellers Piaggio, der seine klassische Produktlinie unter dem Markennamen Vespa vertreibt. Im Sommer 1952 beschloss Piaggio, ein preisgünstiges Vespa-Modell zu produzieren. Die Studie, die zunächst als Vespa E („Economical“) bezeichnet wurde, sollte im August zur Fertigstellung des ersten Prototyps führen. Verschiedene Änderungen sollten die Baukosten senken, um ein preisgünstigeres Modell anbieten zu können. Unter anderem wurden folgende Einsparungen beschlossen: Abschaffung des Chroms, Wegfall von drei Trittbrettleisten und Gummiprofilen, Abschaffung des vorderen Stoßdämpfers, Abschaffung der Diebstahlsicherung, Vereinfachung des Tankdeckels und des Ständers (die Gummiklemmen fielen weg). Beim Motor blieb das thermische System das gleiche wie bei den Vorgängermodellen, aber es wurde eine neue Art von Kupplung und Zündung eingeführt, was die Verwendung eines neu konstruierten Kurbelgehäuses erforderte. Diese Änderungen reichten jedoch nicht aus, um den festgelegten Preisnachlass von 20.000 Lire vollständig zu decken. Die Änderungen erbrachten eine Kosteneinsparung bei der Produktion von ca. 8000 Lire. 1951 baute Piaggio bereits die Vespa Allstate, ein preisgünstiges Modell für den amerikanischen Markt. Die Vespa U erhielt die Farbgebung und den Scheinwerfer am Lenker wie dieses Modell.
Die Vespa U wurde am 7. Dezember 1952 im Hotel Gallia in Mailand bei einem Treffen aller italienischen Händler vorgestellt. Am nächsten Tag, dem letzten Tag der Fahrrad- und Motorradausstellung, wurde das Modell im Mechanik-Pavillon ausgestellt. Im Jahr 1953 wurden etwas mehr als 6000 Einheiten gebaut, eine begrenzte Produktion, die vom italienischen Markt beeinflusst wurde, der nicht bereit war, ein spartanisches Modell zu akzeptieren. Piaggio wurde so gezwungen, sich auf den ausländischen Markt zu konzentrieren, um die Lagerbestände abzubauen. Die U war die am meisten exportierte Vespa des ersten Jahrzehnts, mit einer Exportquote von 31 %. Aus dem bei Piaggio geführten Schiffsregister geht hervor, dass fast 1900 U in 27 Länder in Europa, Amerika und im Fernen Osten exportiert wurden. Eine Lieferung wurde auch an das Postamt in Teheran und eine andere an die Polizei in San Cristobal in Venezuela geliefert. Eine große Menge blieb im bis September 1955 im Werk. Die letzten beiden Roller wurden am 28. Dezember 1961 nach Portugal exportiert.